# Championnat de France féminin de rugby à XV de 2e division 2018-2019
Navigation
Élite 2 2017-2018 Élite 2 2019-2020
Le championnat de France féminin de rugby à XV de 2e division 2018-2019 ou Élite 2 2018-2019 se déroule de septembre 2018 à juin 2019.

## Participants
| \| Béziers Bruges-Blanquefort Chilly-Mazarin Limoges Lyon Nanterre Narbonne Perpignan La Rochelle La Valette- Le Revest- La Garde-Le Pradet \| Localisation des clubs (2018-2019) |
| Béziers Bruges-Blanquefort Chilly-Mazarin Limoges Lyon Nanterre Narbonne Perpignan La Rochelle La Valette- Le Revest- La Garde-Le Pradet                                          |

Pour la saison 2018-2019, l'Élite 2 est constitué de la façon suivante :
- Sept clubs du championnat Élite 2 2017-2018, non-qualifiées pour les huitièmes-de-finale :
  - RC Chilly-Mazarin
  - Lyon OU
  - Racing Nanterre Rugby
  - RC Narbonne Méditerranée
  - USAP XV Féminin Rousillon
  - Stade rochelais
  - RC La Valette Le Revest La Garde Le Pradet
- Trois clubs issus de la Fédérale 1 2017-2018 :
  - AS Béziers Hérault
  - Entente Bruges Blanquefort
  - USA Limoges

## Résumé des résultats

### Phase régulière
La compétition se déroule sous la forme de d'une poule unique de 10 équipes en matchs « aller-retour ».
- Les clubs classés à la 1re et à la 2e place sont promues en Elite 1
- Les clubs classés à la 9e et à la 10e place à l’issue de la phase qualificative sont reléguées en Fédérale 1

### Classement de la phase régulière
| Rang | Club                                       | J  | V  | N | D  | Bo | Bd | Pm  | Pe  | Diff | Pts |
| ---- | ------------------------------------------ | -- | -- | - | -- | -- | -- | --- | --- | ---- | --- |
| 1    | Lyon OU                                    | 18 | 15 | 0 | 3  | 15 | 2  | 648 | 97  | +551 | 77  |
| 2    | RC Chilly-Mazarin                          | 18 | 15 | 0 | 3  | 9  | 1  | 440 | 155 | +285 | 70  |
| 3    | Stade rochelais                            | 18 | 14 | 1 | 3  | 9  | 1  | 476 | 139 | +337 | 68  |
| 4    | RC La Valette Le Revest La Garde Le Pradet | 18 | 11 | 0 | 7  | 3  | 2  | 280 | 226 | +54  | 49  |
| 5    | RC Narbonne Méditerranée                   | 18 | 10 | 0 | 8  | 5  | 2  | 257 | 239 | +18  | 47  |
| 6    | USA Limoges                                | 18 | 9  | 2 | 7  | 5  | 0  | 381 | 312 | +69  | 45  |
| 7    | ES Bruges Blanquefort                      | 18 | 8  | 0 | 10 | 5  | 2  | 331 | 328 | +3   | 39  |
| 8    | USAP XV féminin                            | 18 | 2  | 1 | 15 | 1  | 2  | 140 | 599 | -459 | 13  |
| 9    | Racing Nanterre Rugby                      | 18 | 2  | 0 | 16 | 0  | 3  | 78  | 534 | -456 | 11  |
| 10   | AS Béziers Hérault                         | 18 | 2  | 0 | 16 | 0  | 3  | 99  | 501 | -402 | 11  |

### Finale
- Les clubs classés 1er et 2e du championnat disputent une finale le 19 mai 2019 sur terrain neutre pour décerner le titre de Champion de France d’Elite 2. Le Lyon OU remporte cette finale face au RC Chilly-Mazarin, et les deux clubs accèdent à l'Élite 1 la saison suivante[1].

| 19 mai 2019 17 h 30 | Lyon OU | 22 - 8 (8 - 3) | RC Chilly-Mazarin | Stade Maurice-Trélut, Tarbes Arbitre : Aurélie Groizeleau |
| 19 mai 2019 17 h 30 |         |                |                   | Stade Maurice-Trélut, Tarbes Arbitre : Aurélie Groizeleau |
| 19 mai 2019 17 h 30 |         |                |                   | Stade Maurice-Trélut, Tarbes Arbitre : Aurélie Groizeleau |